# Корчагов, Юрий Филиппович
Ю́рий Фили́ппович Корча́гов (род. 15 мая 1937, Кострома — 22 июля 2018, Москва) — российский киновед и переводчик. Специалист по индийскому кино. Член Союза кинематографистов РФ с 1994 года.

## Биография
Родился 15 мая 1937 года в Костроме. Детство (с 1941 по 1951 годы) провёл в селе Новая Чудь Кадыйского района (ныне не существует) в доме напротив семилетней школы, где отец работал директором и преподавал самые различные предметы (не сохранились ни здание школы, ни здание учительского дома). Седьмой класс заканчивал в деревне Котлово, восьмой — в городе Кадый. Затем вместе с матерью по состоянию здоровья (у него находили бронхоэктазию) уехал на юг.
В 1953 году окончил среднюю школу в Керчи (Крымская область, теперь Автономная республика Крым в составе России).
В 1955 году стал студентом восточного факультета Среднеазиатского университета в Ташкенте.
В 1957 году перевёлся в Москву, где закончил в 1963 году Институт восточных языков при МГУ (с 1972 года — Институт стран Азии и Африки — ИСАА при МГУ).
С 1962 по 1997 годы Корчагов работал переводчиком языка хинди (вещание на Индию) на Московском радио.
С 1975 года, как линейный и синхронный переводчик с хинди на русский и как киновед, принимал участие во всех международных кинофестивалях в Ташкенте и Москве. По приглашению правительства Индии был гостем международных кинофестивалей в Бомбее, Калькутте, Тривандруме, Дели и Хайдарабаде. Синхронно переводил индийские фильмы в кинотеатрах различных городов СССР. Им опубликовано более 200 заметок и статей в различных периодических изданиях Москвы, Ташкента, Киева, Риги, Саратова и Дели.
В период с 1986 по 2000 годы перевёл и озвучил своим голосом около 500 фильмов на видеокассетах для частных компаний «Триада-фильм» и «Арена».
С 2000 по 2012 годы работал преподавателем языка хинди.
У Юрия Корчагова свой сайт в Интернете — «Индийский кинематограф крупным планом» и страница в социальной сети Facebook.

## Фильмография
- Документальный фильм «Сказочный мир индийского кино», 2004. Автор сценария.
- Художественный руководитель в полнометражном документальном фильме «Намаскаар», 2000 режиссёра Михаила Косырева-Нестерова[5].